# Ragged Mountain (New Hampshire)
Der Ragged Mountain ist ein zweigipfeliger Berg zwischen Danbury und Andover, Merrimack County, New Hampshire. Seine Höhe beträgt 691 Meter. Er gehört zu den Appalachian Mountains, im engeren Sinne zum Hochland Neuenglands, und liegt im Einzugsgebiet des Merrimack River, der in Newburyport, Massachusetts, in den Golf von Maine mündet.
An seiner Nordseite befindet sich ein Skigebiet, das seit 1968 existiert und einen Golfplatz und ein Hotel umfasst. Über den Gipfel verläuft ein Wanderweg, der Sunapee-Ragged-Kearsarge Greenway. Im Südosten liegt der Bulkhead, eine Granitformation, ein Nistplatz für Wanderfalken.
Die Staatsstraße NH 104 trägt den Namen Ragged Mountain Highway. Sie verbindet Danbury und das Skigebiet mit dem I-93 bei New Hampton.